# Campeonato Sudamericano Femenino Sub-17 de 2020
El Campeonato Sudamericano Femenino Sub-17 de 2020 fue la VII edición de este torneo que celebra cada dos años a partir de 2008.
En el campeonato participaban las selecciones nacionales femeninas sub-17 de todos los países cuyas federaciones estén afiliadas a la Conmebol. Los tres primeros lugares obtiendrían una plaza a la Copa Mundial Femenina de Fútbol Sub-17 de 2021 a disputarse en India.
En diciembre se anunció que el torneo se jugaría en Venezuela. Sin embargo, en febrero se designó como sede a Uruguay. Debido a la pandemia de COVID-19, el torneo se puspuso varias veces. Finalmente, el 4 de agosto de 2021, la Conmebol decidió suspender todos los torneos juveniles en Sudamérica, los que estaban en curso y los que estaban por comenzar: el sub-17 femenino, el sub-15, sub-17 y sub-20 masculino.

## Equipos participantes
Participaban las diez selecciones nacionales de fútbol afiliadas a la Conmebol.
| Equipos participantes | Equipos participantes | Equipos participantes | Equipos participantes | Equipos participantes |
| --------------------- | --------------------- | --------------------- | --------------------- | --------------------- |
| Argentina             | Bolivia               | Brasil                | Chile                 | Colombia              |
| Ecuador               | Paraguay              | Perú                  | Uruguay               | Venezuela             |

## Sedes
- El torneo se iba a desarrollar en dos estadios de las ciudades de Montevideo y Colonia del Sacramento.
| Montevideo        | Colonia del Sacramento                    |
| ----------------- | ----------------------------------------- |
| Estadio Charrúa   | Campus Municipal Profesor Alberto Suppici |
| Capacidad: 14,000 | Capacidad: 15,000                         |
|                   |                                           |

## Formato
Los diez equipos participantes en la primera fase se dividían en dos grupos de cinco equipos cada uno. Luego de una liguilla simple (a una sola rueda de partidos), pasaban a segunda ronda los equipos que ocuparon las posiciones primera y segunda de cada grupo.
En caso de empate en puntos en cualquiera de las posiciones, la clasificación se determinaba siguiendo en orden los siguientes criterios:
- Diferencia de goles.
- Cantidad de goles marcados.
- El resultado del partido jugado entre los empatados.
- Por sorteo.